# Matará (Santiago del Estero)
Matará es una localidad argentina ubicada en el departamento Juan F. Ibarra de la provincia de Santiago del Estero. Se encuentra en el cruce de las rutas provinciales 56 y 21, a 6 km del río Salado.

## Historia
La villa es una de las más antiguas de la provincia. Tiene su origen en una misión jesuítica establecida en 1594 a orillas del río Salado, en un paraje poblado por los mataráes. Como vestigio de la evangelización quedó una cruz de madera conocida como la cruz de Matará, que es la más antigua cruz hallada en América. Anualmente se realiza una peregrinación en homenaje a dicha cruz. En 2012 se registró un sismo con epicentro en la localidad de magnitud 6,4.
La principal actividad económica es la producción de leña y madera.

## Población
Cuenta con 1172 habitantes (Indec, 2010), lo que representa un incremento del 12,7% frente a los 1040 habitantes (Indec, 2001) del censo anterior.
| Gráfica de evolución demográfica de Matará entre 1991 y 2010 |
|                                                              |
| Fuente: Censos nacionales del INDEC                          |

## Parroquias de la Iglesia católica en Matará
| Diócesis  | Añatuya        |
| --------- | -------------- |
| Parroquia | Cruz de Matará |